# Yamaya Tanin

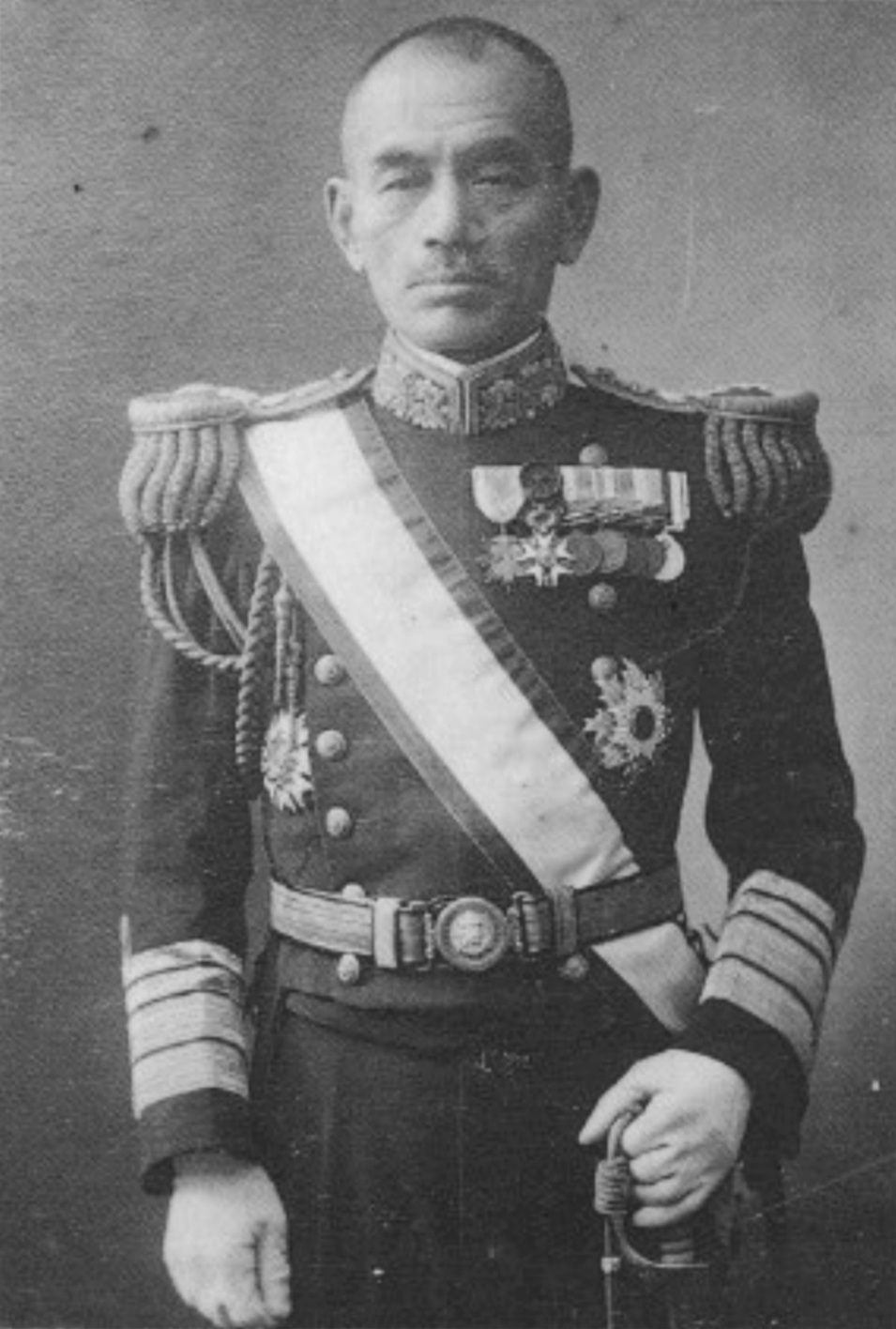
Yamaya Tanin

Yamaya Tanin (jap. 山屋 他人; * 4. März 1870 in Iwate-gun, Provinz Mutsu, Japan; † 10. September 1940 in Morioka, Präfektur Iwate) war ein japanischer Seeoffizier der Kaiserlich Japanischen Marine und zuletzt Admiral, der unter anderem zwischen 1918 und 1919 Oberkommandierender der 2. Flotte, von 1919 bis 1920 Oberkommandierender der 1. Flotte und 1920 Oberkommandierender der Kombinierten Flotte war.

## Leben

### Ausbildung und Verwendungen als Seeoffizier
Yamaya Tanin begann am 8. September 1882 als Seekadett (Kaigun minarai ikan) des zwölften Jahrgangs seine Ausbildung zum Seeoffizier an der Kaiserlich Japanischen Marineakademie (Kaigun Heigakkō) und schloss diese als Fähnrich zur See (Kaigun shōi kōhosei) am 7. Dezember 1886 als Fünfter unter 19 Offiziersanwärtern seines Jahrgangs ab, nachdem er seit dem 24. Oktober 1885 Dienst an Bord der Korvette Tsukuba versehen hatte. Er war zwischen dem 7. Dezember 1886 und dem 2. Februar 1888 Offizier und zuletzt seit dem 16. Januar 1888 stellvertretender Abschnittsoffizier auf dem Panzerschiff Fusō, wobei er dort am 13. Januar 1888 zum Leutnant zur See (Shōi) befördert wurde. Er wurde am 2. Februar 1888 stellvertretender Abschnittsoffizier auf dem Geschützten Kreuzer Naniwa, am 9. April 1888 auf dem Kanonenboot Tsukushi sowie am 15. Mai 1889 kommissarischer Abschnittsoffizier auf dem Schulschiff Ishikawa, ehe er am 2. September 1889 an Bord der Dampfschiff-Korvette Jingei versetzt wurde. Nachdem er am 26. November 1890 als kommissarischer Abschnittsoffizier wieder auf die Fusō verlegt wurde, wurde er am 13. April 1891 stellvertretender Abschnittsoffizier und Überführungsoffizier des auf der Werft Forges et Chantiers de la Méditerranée (FCM) in La Seyne-sur-Mer gebauten Geschützten Kreuzers Itsukushima. Er wurde dort am 14. Dezember 1891 zum Kapitänleutnant (Taii) befördert und zum Abschnittsoffizier ernannt, woraufhin er am 21. Mai 1892 die Rückreise von Frankreich nach Japan antrat. Nach seiner Rückkehr wurde er am 14. Februar 1893 Chef-Navigationsoffizier der Korvette Yamato sowie am 22. Februar 1894 Ausbilder und Abschnittsoffizier im Torpedoausbildungszentrum. Danach war er vom 14. August 1894 bis zum 20. Februar 1895 Chef-Navigationsoffizier auf dem Truppentransporter Saikyō Maru, mit dem er während des Ersten Japanisch-Chinesischen Krieges (25. Juli 1894 bis 17. April 1895) am 17. September 1894 an der Seeschlacht am Yalu teilnahm, die mit einem japanischen Sieg endete. Im weiteren Kriegsverlauf wurde er am 20. Februar 1895 Chef-Torpedooffizier sowie zusätzlich am 29. Juli 1895 Abschnittsoffizier auf dem Geschützten Kreuzer Takachiho, ehe er zwischen dem 28. September 1895 und dem 6. April 1896 abermals Ausbilder und Abschnittsoffizier im Torpedoausbildungszentrum war.

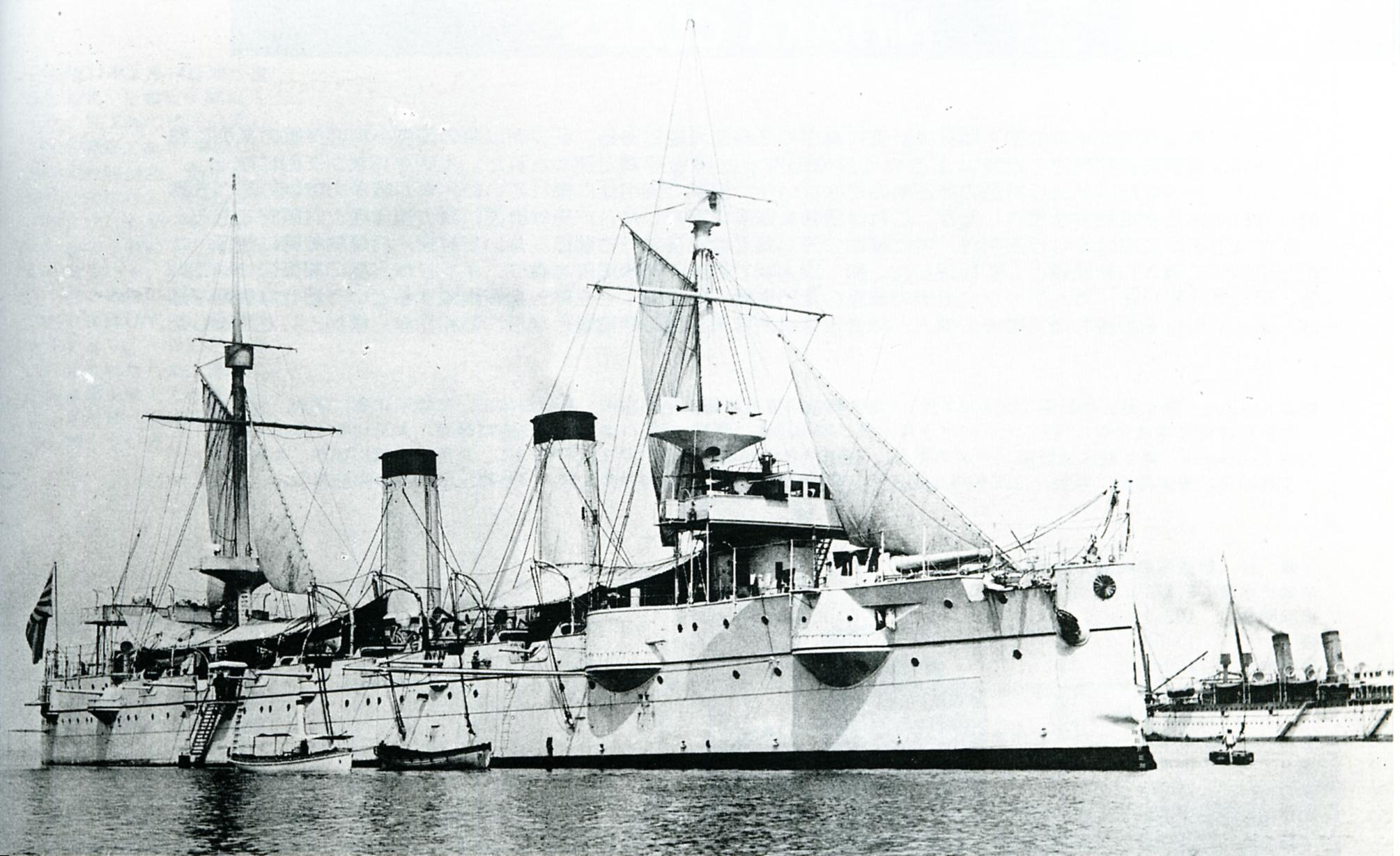
Kapitän zur See Yamaya war 1905 Kommandant des Geschützten Kreuzers Kasagi.

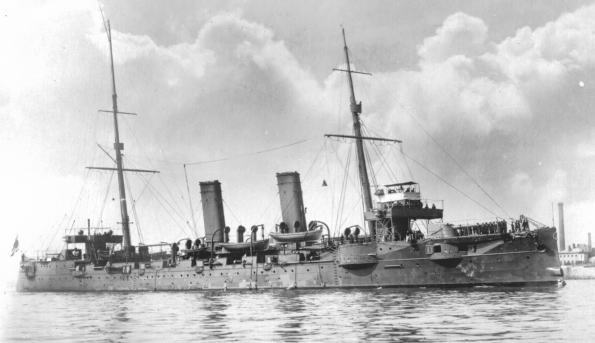
1907 war er zudem Kommandant des Geschützten Kreuzers Chitose.

Im Anschluss war Yamaya vom 6. April 1896 bis zum 15. Dezember 1897 Absolvent der Kaiserlich Japanischen Marinehochschule (Kaigun Daigakkō), die er als Zweitbester seines Jahrgangs abschloss. Er erhielt am 1. Dezember 1897 seine Beförderung zum Korvettenkapitän (Shōsa) und war nach dem Besuch eines Lehrgangs am Schießausbildungszentrum dort selbst vom 5. April bis zum 19. Dezember 1898 als Ausbilder tätig. Anschließend war er zwischen dem 19. Dezember 1898 und dem 20. Mai 1900 erst Ausbilder sowie vom 19. bis zum 27. Juni 1900 kurzzeitig Adjutant an der Marinehochschule. Während dieser Verwendung war er zwischen dem 17. Juni und dem 29. September 1899 auch noch zum Stab des 2. Büros des Admiralstabes abgeordnet und erhielt am 29. September 1899 seine Beförderung zum Fregattenkapitän (Chūsa). Nach einer Verwendung vom 27. Juni 1900 bis zum 1. September 1901 als Erster Offizier des Matrosenkorps von Sasebo, war er zwischen dem 1. September 1901 und dem 17. Juli 1902 abermals Instrukteur und Adjutant an der Marinehochschule und wurde darauf zum Stab der Stationären Flotte abgeordnet. Danach wurde er zunächst am 22. Juni 1903 Erster Offizier des Linienschiffs Hatsuse sowie am 22. Oktober 1903 Kommandant des Geschützten Kreuzers Akitsushima. Im Anschluss wurde er am 7. Januar 1905 zunächst kommissarischer Kommandant und nach seiner Beförderung zum Kapitän zur See (Taisa) vom 12. Januar bis zum 14. Juni 1905 Kommandant des Geschützten Kreuzers Kasagi. In dieser Verwendung kommandierte er das Schiff als Flaggschiff von Vizeadmiral Dewa Shigetō während des Russisch-Japanischen Krieges (8. Februar 1904 bis 5. September 1905) während der Seeschlacht bei Tsushima (27. Mai bis 28. Mai 1905). Dabei erhielt die Kasagi einen Treffer unter der Wasserlinie, der einen Kesselraum und einen Kohlenbunker unter Wasser setzte und das Schiff zum Abbrechen des Gefechts zwang und Dewa den Geschützten Kreuzer Chitose als Flaggschiff nahm.
Daraufhin fungierte er zwischen dem 14. Juni und dem 20. Dezember 1905 als Chef des Stabes der 4. Flotte (Dai-Yon Kantai) sowie vom 20. Dezember 1905 bis zum 14. Januar 1907 als Chef des Stabes der 2. Flotte (Dai-ni Kantai). Nachdem er zwischen dem 14. Januar und dem 27. Dezember 1907 Kommandant des Geschützten Kreuzers Chitose war, fungierte er vom 27. Dezember 1907 bis zum 1. Dezember 1909 sowohl als Chef des 2. Büros des Admiralstabes als auch noch einmal als Ausbilder an der Marinehochschule.

### Aufstieg zum Admiral und Oberkommandierender von Flotten

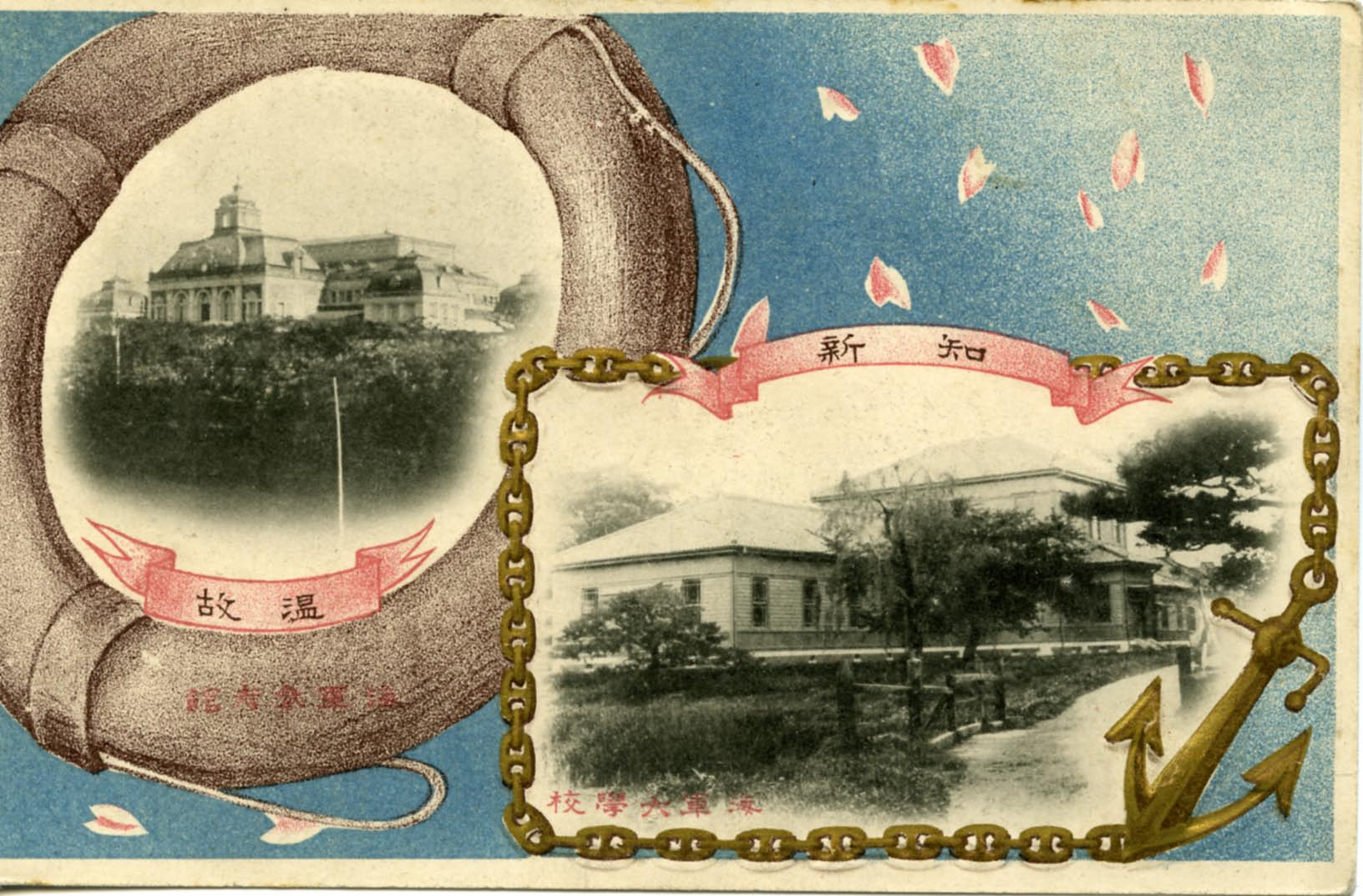
Das Marineministerium (links) und die Kaiserlich Japanische Marinehochschule (Kaigun Daigakkō), deren Direktor Yamaya Tanin 1911 sowie erneut von 1913 bis 1914 war.

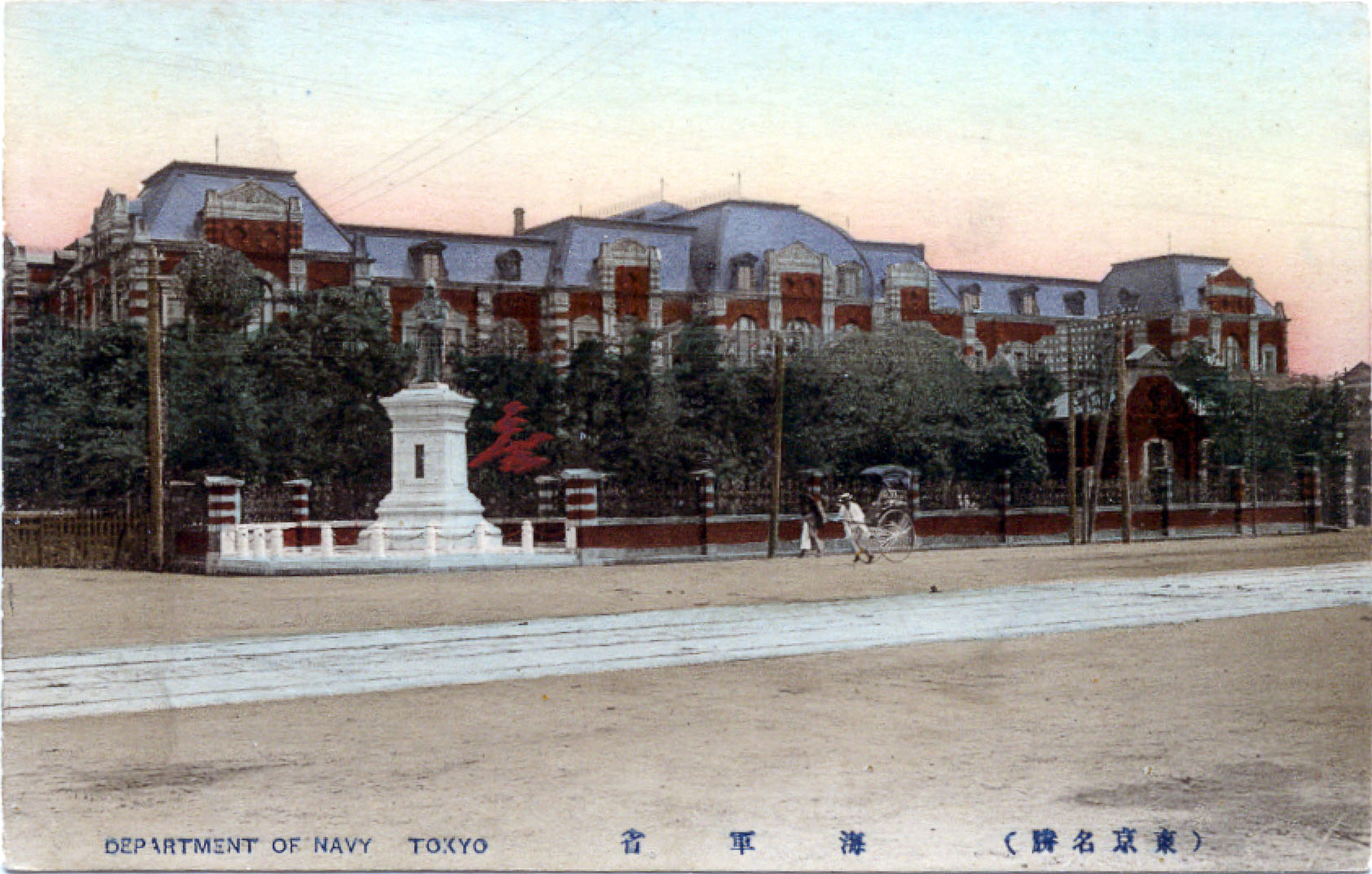
Konteradmiral Yamaya war zwischen 1912 und 1913 Direktor des Büros für Personalangelegenheiten (Jinji Bu) im Marineministerium (Kaigun-shō).

Nach seiner Beförderung zum Konteradmiral (Shōshō) war Yamaya Tanin zwischen dem 1. Dezember 1909 und dem 1. Dezember 1911 Chef des 1. und 2. Büros des Marineausbildungskommandos (Kaigun Kyoiku Honbu) und fungierte zudem als Nachfolger von Yoshimatsu „Motaro“ Shigetarō vom 25. September bis zu seiner Ablösung durch Yashiro Rokurō am 1. Dezember 1911 erstmals als Direktor der Marinehochschule. Nachdem er zwischen dem 1. Dezember 1911 und dem 20. April 1912 Kommandeur der Reserveflotte in Maizuru war, übernahm er vom 20. April 1912 bis zum 1. Dezember 1913 den Posten als Direktor des Büros für Personalangelegenheiten (Jinji Bu) im Marineministerium (Kaigun-shō).
Am 1. Dezember 1913 wurde Yamaya zum Vizeadmiral (Chūjō) befördert und löste daraufhin erneut Yoshimatsu „Motaro“ Shigetarō als Direktor der Marinehochschule ab. Er bekleidete dieses Amt bis zum 18. August 1914 und wurde daraufhin von Prinz Fushimi Hiroyasu abgelöst. Während des Ersten Weltkrieges war er zunächst vom 18. August bis zum 14. September 1914 Kommandeur in der 1. Flotte und daraufhin Kommandeur der 1. Spdlichen Abteilung, ehe er zwischen dem 1. Februar und dem 6. August 1915 Kommodore des 3. Geschwaders war. Nachdem er sich vom 6. August bis zum 25. September 1915 in einer Wartestellung befunden hatte, wurde er erstmals Mitglied des Admiralitätsausschusses und gehörte diesem bis zum 13. Juni 1918 an. Zugleich wurde er am 13. Dezember 1915 Nachfolger von Satō Tetsutarō als Vize-Chef des Admiralstabes (Kaigun Gunreibu Jicho) und bekleidete auch dieses Amt bis zum 13. Juni 1918, woraufhin Takeshita Isamu ihn ablöste. Er selbst löste daraufhin in den letzten Kriegsmonaten am 13. Juni 1918 Prinz Higashifushimi Yorihito als Oberkommandierender der 2. Flotte (Dai-ni Kantai) ab und behielt dieses Kommando bis zu seiner erneuten Ablösung durch Prinz Fushimi Hiroyasu am 1. Dezember 1919, wobei er in dieser Verwendung am 25. November 1919 noch seine Beförderung zum Admiral (Taishō) erhielt.
Zu Beginn der Zwischenkriegszeit wurde Admiral Yamaya Tanin am 1. Dezember 1919 Oberkommandierender der 1. Flotte (Dai-ichi Kantai) und löste in dieser Verwendung Yamashita Gentarō ab. Er hatte dieses Kommando bis zum 24. August 1920 inne und wurde danach von Tochinai Sojirō abgelöst. Zugleich war er vom 1. Mai 1920 bis zu seiner Ablösung durch Tochinai Sojirō am 24. August 1920 in Personalunion Oberkommandierender der Kombinierten Flotte (Rengō Kantai). Daraufhin fungierte er als Nachfolger von Nawa Matahachiro vom 24. August 1920 bis zu seiner Ablösung durch Takarabe Takeshi am 27. Juli 1922 als Oberkommandierender des Marinebezirks Yokosuka (Yokosuka chinjufu). Zugleich war er vom 24. August 1920 bis zum 27. Juli 1922 auch wieder Mitglied des Admiralitätsausschusses. Im Anschluss wurde er am 27. Juli 1922 Mitglied des Marinerates, dem er bis zum 10. Dezember 1922 angehörte. Nachdem er sich zwischen dem 10. Dezember 1922 und dem 31. März 1923 in einer Wartestellung befunden hatte, wurde er in die Reserve und am 4. März 1931 in die zweite Reserve versetzt, ehe er schließlich am 4. März 1936 in den Ruhestand trat.

## Hintergrundliteratur
- David Evans, Mark R. Peattie, Mark R: Kaigun. Strategy, Tactics, and Technology in the Imperial Japanese Navy, 1887–1941, US Naval Institute Press, 1979, ISBN 0-87021-192-7.
- Trevor N. Dupuy: Encyclopedia of Military Biography, I B Tauris & Co Ltd., 1992, ISBN 1-85043-569-3 (Onlineversion (Auszug))
- Mark R. Peattie: Nan’yō: The Rise and Fall of the Japanese in Micronesia, 1885–1945, Pacific Islands Monograph Series, Honolulu, University of Hawaii Press, 1992 ISBN 0-8248-1480-0
- J. Charles Schencking: Making Waves: Politics, Propaganda, And The Emergence Of The Imperial Japanese Navy, 1868–1922. Stanford University Press, Stanford 2005, ISBN 0-8047-4977-9.